# Oreopanax diguensis
Oreopanax diguensis är en araliaväxtart som beskrevs av José Cuatrecasas. Oreopanax diguensis ingår i släktet Oreopanax och familjen Araliaceae. Inga underarter finns listade.